# 短尾侏儒倉鼠

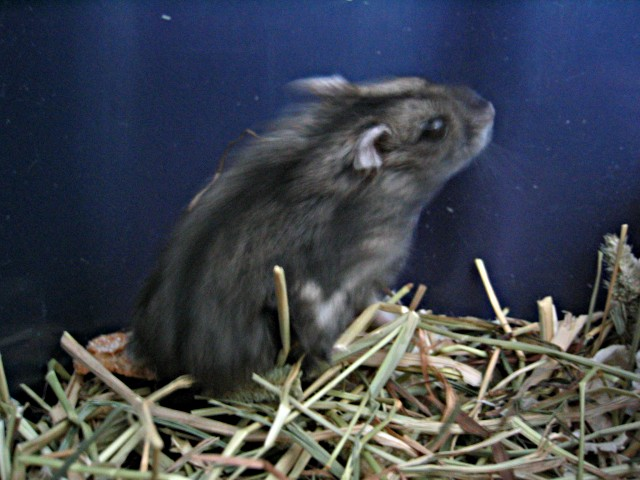
正常颜色的俄罗斯短尾侏儒仓鼠

短尾侏儒倉鼠（学名：Phodopus sungorus），又名加卡利亞倉鼠（Djungarian hamster，準噶爾倉鼠）、黑线毛足鼠或冬白倉鼠（因為冬季會換白毛），俗稱三線鼠、西伯利亞倉鼠、楓葉鼠等等，是侏儒倉鼠的一個物種。

## 分布
主要分布在中国大陆以及西伯利亚。一般生活于草原半荒漠及部分森林草原、开垦地附近。该物种的模式产地在西伯利亚赛米巴拉金斯克西部。

## 特徵
特徵包括了典型的暗灰色背部條紋跟毛絨的腳，尾巴相當的短以至于他們坐下後難以看見尾巴。
相比坎贝尔仓鼠，短尾倉鼠的毛色较为单调，均为不同程度的灰色。原始色（灰黑色）、珍珠色和蓝宝石色是三种最为常见的毛色。
在冬天短尾倉鼠的毛色可以轉變成幾乎全白（冬白現象），這是因為冬季缺乏日曬導致被毛轉變遷（跟雷鳥之類的冬季保護色類似）。幾乎全白的毛色幫助他們在雪覆蓋下的冬季俄羅斯大草原 (Stepps) 躲過掠食者的捕食。

## 飲食
在野外生活的侏儒倉鼠，會以各类的植物种子、昆虫以及嫩叶為食，作为杂食动物，仓鼠常吃的植物如紫花苜蓿、红菽草等，也吃昆虫，尤其是脂肪含量较高的蠕虫和蛹。作为夜行性动物，仓鼠对维生素D的需求量很小，成年的侏儒仓鼠仅需摄入20 I.U.就能达到每日上限。有学者发现，当食物中的钙、磷含量控制在一定水平时（0.6%和0.35%），仓鼠甚至可以完全脱离膳食中的维生素D生存，且健康不会受到任何影响。而过量的维生素D则会导致中毒。
另外，亦要避免氣味強烈的食物、例如大蒜、洋蔥、大黃，因為倉鼠的嗅覺是非常靈敏的，這些食物會引起呼吸困難。就如所有的倉鼠，短尾侏儒倉鼠是囓齒目動物而需要不斷的啃咬磨牙，以避免上門齒頂進嘴裡的皮裡造成健康問題。為幫助他們磨牙，有些主人會提供狗餅乾給牠們。而木製的啃咬玩具則必須小心使用，因碎片可能令倉鼠受傷。

## 作为宠物
短尾仓鼠在宠物市场非常的常见，尤其是欧亚宠物市场。
短尾仓鼠的饲养十分简单，并且是一种温顺且体积较小的宠物。由于侏儒仓鼠体型较小故比较脆弱，不适宜给有暴力倾向或者虐宠倾向的孩子做宠物。若被短尾仓鼠咬伤，应立即挤出血液，并用肥皂水清洗，一般不需要注射疫苗，但如果较为严重，应立即就医，以防万一。仓鼠因作为宠物饲养一般不会携带鼠疫病原和狂犬病毒，但如果仓鼠是野外捕获，不建议作为宠物饲养；野外捕获的仓鼠可能携带鼠疫以及各种不明病原。
在自然环境中，短尾仓鼠是群居動物，比敘利亞倉鼠有更多的家庭關係，公母通常會一起照顧其幼兒。有些人指出部分短尾倉鼠很難在合養的情況下相處融洽，這主要是因為他們在自然環境下會選擇喜歡的對象成為夥伴，不會被迫與討厭的對象成為夥伴。不適當的合養容易引發打鬥，並會對他們造成極大的壓力甚至導致死亡。所以為了避免意外發生，仓鼠一般为独笼饲养为宜，合笼交配后应立即分笼饲养。
仓鼠产仔后，一般不能用手接触幼崽。如果必须接触幼崽，建议使用洗干净并且沾有母仓鼠尿液的勺子或者筷子轻轻挪动。

## 外部連結
- PetWebSite pages on Winter Whites （页面存档备份，存于）
- Winter White Hamsters Hamsterhouse

Vitamine für Hamster  （页面存档备份，存于）
Tiergerechte Ernährung für Zwerghamster  （页面存档备份，存于）